# Mìn

Mìn nổ

Mìn đã được tháo gỡ

Mìn, gọi đầy đủ là mìn quân dụng (military mine) là một dụng cụ nổ, được bố trí tại những vị trí cố định, thường được kích hoạt nhờ tác động, trực tiếp cũng như gián tiếp của chính "nạn nhân" mục tiêu.

## Tên gọi
Trước, đây, tiếng Việt dùng lôi (雷) để chỉ các khối bộc phá (爆破) nói chung, như địa lôi (地雷), thủy lôi (水雷), ngư lôi (魚雷)... Trong tiếng Việt hiện đại, mìn tương đương với Landmine của tiếng Anh, địa lôi của tiếng Việt cổ. Tức là từ mìn dùng chỉ vũ khí trên cạn. Ví dụ, ngư lôi trước đây hiểu là mìn cá, địa lôi là mìn đất, thủy lôi là mìn nước, nhưng tiếng Việt ngày nay không gọi ngư lôi thủy lôi là mìn. Tuy vậy, dưới đây vẫn đề cập đến thủy lôi.

## Tổng quan
Về quân sự, mìn rất rẻ và hiệu quả. Mìn có những khả năng lớn trước khi những vũ khí khác đạt được. Ví dụ, trong Thế chiến 2, đầu chiến tranh bộ binh hầu như không thể diệt được xe tăng bằng gì khác ngoài mìn. Cánh bắc Chiến dịch Kursk, Hồng Quân lập những bãi mìn lớn và dùng bộ binh, pháo binh bảo vệ những bãi mìn này, Đức không thể vượt qua. Cũng chiến dịch này, ở cánh Nam Nikita Khrushchev bố trí mìn kém thông minh, quân Đức gỡ một quả một phút, dẫn đến thủng phòng tuyến. Đến cuối chiến tranh này, bộ binh mới có chút ít khả năng bắn súng chống tăng panzerfaust (RPG). Hay như ngày nay, phiến quân Iraq chế tạo rất nhiều loại mìn, gây thương vong lớn cho Mỹ với vũ khí hiện đại.
Trong chiến tranh Việt Nam và ở Campuchia, có những mìn tự tạo dễ làm và nguy hiểm. Ví như đạn cối treo lên cây lau sậy, người đi gạt rơi nổ. Du kích Củ Chi có loại mìn hoàn toàn tàng hình với máy dò điện từ. Mìn đúc bằng khối thuốc nổ lớn lấy từ bom đạn chưa nổ. Ngòi kích nổ mìn làm bằng những chất dễ cháy, trên cắm cái que, xe cộ gạt đổ que kích thuốc cháy, thuốc cháy kích thuốc nổ mồi lật đổ xe tăng.

## Hậu quả của mìn
Mìn tuy lợi thế về quân sự, nhưng rất khó thu hồi. Sau chiến tranh, đất đai bị xáo trộn, bản vẽ những bãi mìn thất lạc hoặc chưa bao giờ có. Việc gỡ mìn rất tốn thời gian và nhân mạng, tiền của. Mìn còn lại sau chiến tranh gây những thảm họa lớn và lâu dài. Ở Việt Nam, Campuchia và nhiều nước khác, mìn ở lại trong đất 40-50 năm vẫn hoạt động được.
Quân Mỹ trước đây cài một lượng mìn khổng lồ ở Miền Trung và Miền Nam. Ở Trường Sơn, Mỹ dùng máy bay thả xuống vô cùng nhiều mìn lá, loại mìn rất lâu bị hỏng và không thể dò bằng máy dò điện từ, có màu sắc lẫn vào cây cối đất đá. Trong giải quyết các hậu quả chiến tranh này, vấn đề mìn luôn chiếm vị trí hàng đầu.
Ở Campuchia, phiến quân cũng được viện trợ một lượng mìn khổng lồ, trong đó chủ yếu từ Trung Quốc, Anh. Một số mìn ở đây được thiết kế để không thể dò bằng máy dò điện từ. Phiến quân bố trí mìn hết sức bừa bãi, không hề ghi chép đánh dấu, để lại hậu quả tai hại lâu dài ở miền Tây Campuchia.
Việc tìm kiếm mìn chưa nổ luôn di kèm với tìm kiếm các đầu đạn chưa nổ. Có những bom cỡ rất lớn, đáng sợ. Một hiểm họa nữa là lớp mạ không gỉ nhiều vũ khí rất đẹp, như đạn M79 có thể được trẻ em chơi. Lòng tham kiếm thuốc nổ sắt vụn thừa bán lấy tiền cũng làm tăng số tai nạn.
Từ năm 1999 đến cuối năm 2004 đã có 144 quốc gia ký Hiệp uớc Quốc tế Ottawa yêu cầu tẩy chay sử dụng mìn công binh. 42 quốc gia không tham gia hiệp ước này, trong đó có Hoa Kỳ, Trung Quốc, Ấn Độ, Nga và Việt Nam. Năm 2003 thống kê chính thức cho thấy hơn 8.000 người trên thế giới chết và bị thương do mìn, nhưng con số thực tế có thể lên tới khoảng 20.000.

## Các quốc gia còn có thể sản xuất mìn
Theo Hiệp định chống mìn sát thương cá nhân Ottawa đã liệt kê những quốc gia sau đây là đang sản xuất mìn tính đến thời điểm tháng 8 năm 2004. Không quốc gia nào trong danh sách tham gia Hiệp ước Ottawa .
- Ấn Độ [1]
- Cuba [2]
- Iraq (nhưng chắc là đã ngưng sản xuất sau khi bị Mỹ tấn công)[3]
- Iran [4]
- Myanmar [5]
- Nepal [6]
- Nga [7]
- Pakistan [8]
- Singapore [9]
- Triều Tiên [10]
- Việt Nam [11]

Những quốc gia ngưng sản xuất mìn gần đây:
- Ai Cập đã tuyên bố không chính thức đã ngưng sản xuất mìn từ năm 1988 [12]
- Hàn Quốc đã tuyên bố không sản xuất mìn từ 2000.[13]
- Hoa Kỳ không sản xuất mìn từ 1997, nhưng chính phủ đã tuyên bố năm 2004 rằng "Hoa Kỳ sẽ tiếp tục phát triển mìn sát thương và chống xe tăng không dài lâu." [14]
- Tháng 3 năm 2004, một viên chức Libya tuyên bố quốc gia này chưa bao giờ sản xuất mìn sát thương, nhưng đã cài mìn trong những năm 1970 và 1980 [15]
- Serbia và Montenegro nay đã tham gia Hiệp định chống mìn sát thương cá nhân Ottawa [16]
- Thổ Nhĩ Kỳ nay đã tham gia Hiệp ước Ottawa [17]
- Một viên chức từ Trung Quốc đã tuyên bố rằng đã ngưng sản xuất mìn vì đã có đủ dự trữ.[18]
- Một phái đoàn đánh giá Liên Hợp Quốc đến Peru đã tường trình rằng việc sản xuất mìn tại quốc gia này đã ngừng từ tháng 1 năm 1999. Peru là một trong những quốc gia ký Hiệp ước đầu tiên và hiệp ước có hiệu lực từ tháng 3 năm 1999

## Những hiểm họa nhân đạo
Những đầu đạn nổ khó nhận biết hoặc những loại mìn nhỏ là một mối nguy hiểm rất lớn đối với trẻ em. Hàng năm có khoảng chục nghìn người bị thương hoặc bị giết chết do mìn.
Theo Biên bản về mìn trên đất của Liên Hợp Quốc thì vị trí, khu vực bị cài mìn cần được ghi lại. Hệ thống tự vô hiệu hóa sau một thời gian cần đi kèm. Trên thực tế mìn được cài không kiểm soát và không theo kế hoạch. Mìn được rải trên không phân tán không đồng đều, một phần có thể nằm cách biệt ở khoảng cách rộng do cấu hình không lực học (có cánh như mìn bươm bướm) hoặc có dù nhỏ được gió thổi đi xa. Một số nhóm tranh đấu cố tình dùng mìn nhắm vào thường dân, với mục đích triệt tiêu định cư, đồng ruộng, đồn điền không thể sử dụng hay khủng bố dân thường phía đối phương. Đói, chết và tàn tật cả đời là hậu quả của những người vô tội.
Hiệu quả của nó tương tự như bom bi là Đạn dược thứ cấp. Một phần không nhỏ của bom bi bị mất tích và thông thường phát nổ với một va động nhẹ. Mìn thường được sản xuất với giá rẻ và rất dễ với lượng lớn. Chính vì vậy với những phe phái thù địch, không có vũ khí tối tân, thường có nhu cầu rất cao. Nó cũng được sử dụng trong quân đội của Mỹ, Nga, Trung Quốc, Ấn Độ và Pakistan.

## Những nước bị nhiễm mìn
- Afghanistan: khoảng 10 triệu quả
- Ai Cập: hàng triệu quả (El Alamein, Sinai)
- Angola: Số lượng mìn được gài cho tới khi kết thúc cuộc nội chiến vẫn không thể kiểm kể được.
- Bosna và Hercegovina: khoảng 1 triệu
- Trung Quốc: không rõ
- Đức - Khu vực nội biên cũ: 33.000 chưa được tìm thấy
- Eritrea
- Hi Lạp/Thổ Nhĩ Kỳ - Khu vực Biên giới.
- Iraq
- Iran
- Campuchia: khoảng 4 triệu
- Kosovo: 1 triệu quả trong đó có 200.000 quả không rõ vị trí
- Croatia: khoảng 700.000
- Libya không rõ lượng mìn được rải từ Chiến tranh thế giới thứ hai
- Mauritanie/Tây Sahara - khu biên giới.
- Mozambique: 800.000 đến 1 triệu quả
- Namibia
- Somalia
- Sri Lanka
- Sudan
- Việt Nam: hơn 3,5 triệu và hàng chục triệu những quả bom lạc khác.
- Cộng hoà Séc
- Cộng hòa Síp: khoảng. 17.000

## Gỡ mìn
- Gỡ/phá mìn: mìn sẽ bị phá hủy bằng cách cho nổ có kiểm soát, bắn hoặc bằng máy phá mìn chuyên nghiệp.
- Vô hiệu hóa mìn: mìn sẽ được cài chốt an toàn để không thể phát nổ được. Sau đó nó có thể được sử dụng lại hoặc bị phá hủy.

Về nguyên tắc người ta phân biệt gỡ mìn quân sự và gỡ mìn nhân đạo. Gỡ mìn quân sự để nhanh chóng vượt qua khu vực gài mìn với tổn thất nhỏ. Gỡ mìn nhân đạo thì lại có mục tiêu trước tiên là trả lại sự an toàn cho cuộc sống của thường dân (như tái định cư, trồng trọt, tiếp cận nguồn nước v.v.).
Việc gỡ mìn quân sự khó khăn nhiều do không thể sử dụng thiết bị lớn mạnh và yêu cầu thời gian. Trong các trận đánh, người ta thường dùng bộc phá để kích nổ mìn và dọn dẹp vật cản. Bộc phá ống của Quân đội Nhân dân Việt Nam gồm nhiều cột dài chứa thuốc nổ, liên tiếp đặt lên và kích nổ tạo thành một đường hào, dọn dẹp mìn và hàng rào.
Mỹ hiện nay dùng một loại tên lửa có đầu nổ lõm tạo áp suất cao trên mặt đất, tên lửa bắn đi từ xe, điều khiển dây tầm vài chục mét.
Trong thời bình, có nhiều phương pháp phát hiện và tháo gỡ, nhưng chậm và mức độ nguy hiểm lớn.
Người ta dùng các máy dò điện từ để phát hiện vỏ kim loại của mìn. Các radar sâu để phát hiện các điểm đặc biệt trong đất, các máy siêu âm nhận ra vật cứng trong đất. Phương pháp tiên tiến là dùng X-quang nhận ra khối thuốc nổ trong đất, nhưng vẫn còn rất hạn chế.
Khi thấy bom mìn lớn nhỏ, người ta có thể gỡ hay tiên tiến hơn dùng các tia nước mạnh kích nổ phá hủy chúng. Với bom mìn lớn, dùng hơi nước xì chảy thuốc nổ, tháo dần ra. Nhìn chung rất nguy hiểm vì chi tiết cấu tạo bom mìn đã cũ rỉ, không tin cậy.
Trước đây mìn dùng để đào (mine). Lúc đó chỉ có một thứ thuốc nổ duy nhất là thuốc nổ đen, tuy không được dùng rộng rãi do rất đắt nhưng đóng góp vai trò lớn trong đào kênh, hầm. Công nghệ đào đường hầm chủ lực ngày nay vẫn là khoan nổ. Những tài liệu còn lại cho thấy châu Âu dùng mìn trong đào đắp từ thế kỷ 15.
Mìn ban đầu chỉ là gói thuốc nổ cắm dây cháy chậm. Đến cuối thế kỷ 19 mới xuất hiện kíp nổ an toàn và các thuốc nổ khác ngoài thuốc nổ đen.

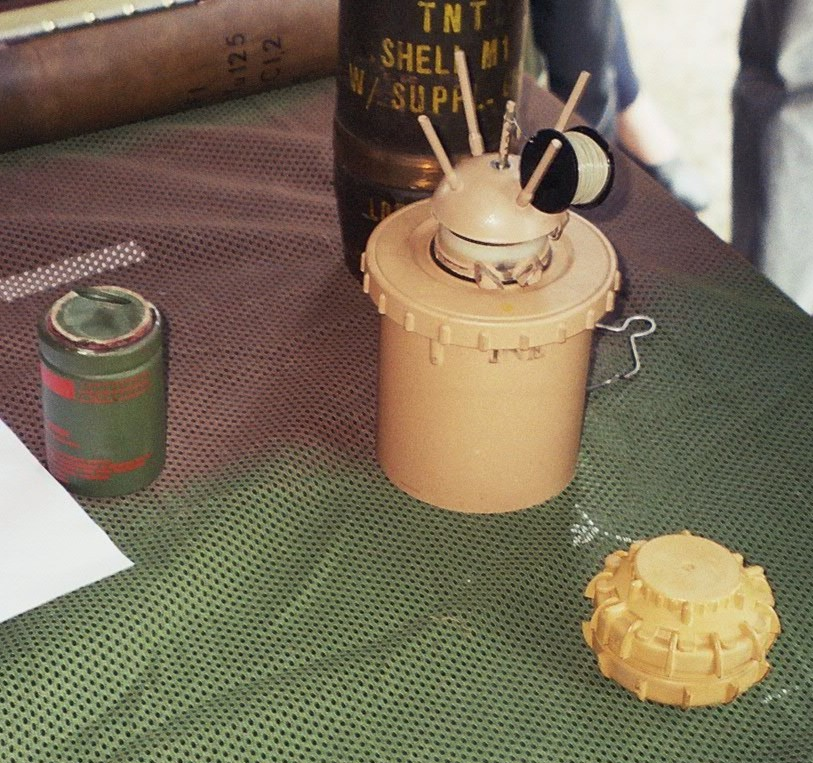
Mìn sát thương vướng nổ

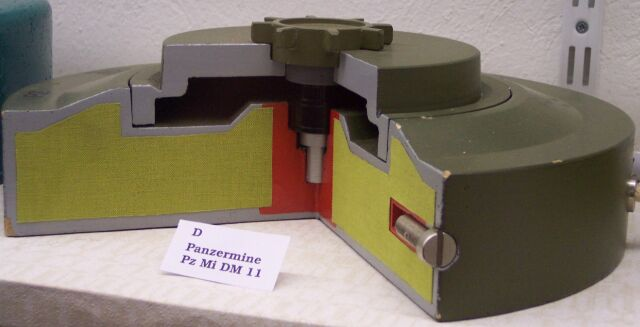
Mìn chống tăng đè nổ

Cùng với việc đào hầm dân sự, việc công thành ngày xưa cũng dùng mìn. Người ta đào (mining) một đường hầm đến chân thành, chất thuốc nổ và đốt, chiến thuật này bắt đầu từ cổ. Những lần sử dụng đường hầm cuối cùng là chiến tranh Krym (Nga Thổ) và sau đó là Nội chiến Mỹ. Đến cuối thế kỷ 19 thành quách đã lạc hậu. Các mìn dùng kíp nổ không cần đốt có tác dụng mạnh trong chiến tranh trận địa Thế chiến 1. Đến Thế chiến 2 thì mìn đã được sản xuất và sử dụng số lượng lớn.
Trong các xung đột và chiến tranh Nga-Thổ trong thế kỷ 19, nhiều loại mìn hình thành, đây là nơi người ta sử dụng hiệu quả lần đầu ngư lôi và thủy lôi.

## Các loại mìn

### Thủy lôi hay mìn nước (sea mine)
Loại mìn này bố trí dưới nước, trong tiếng Việt gọi là thủy lôi, loại mìn này có kích thước rất lớn để tiêu diệt các mục tiêu dưới nước như tàu, thuyền....

### Địa lôi hay mìn mặt đất (land mine)
Mìn mặt đất phổ biến trong Thế chiến 1. Mìn mặt đất được chia thành hai loại chủ yếu: Mìn chống người, Mìn chống tăng, và Mìn đặc biệt.
- Mìn chống người có nhiều mảnh sát thương. Trước đây dùng vỏ gang khi vỡ nổ văng nhiều mảnh. Rồi dùng bi thép, những loại mìn tiên tiến dùng bi carbic volphram. M18 Claymore có liều nổ lõm góc rộng quét một vùng rộng. Việt Nam sản xuất mìn định hướng có góc hẹp hơn, sóng nổ chụm, đi xa. Mìn nhảy là mọi mìn vướng nổ bắn lên cao tầm một mét mới nổ. Mìn lá Mỹ ở Trường Sơn và một số loại mìn khác có sức công phá nhỏ, cụt chân người dẫm phải.
- Mìn chống tăng để tiêu diệt các xe tăng, xe bọc thép, các phương tiện cơ động, có thể lật đổ xe, vỡ gầm. Mìn lõm đường kính lớn có tấm tập trung sóng nổ có thể diệt xe ở chục mét. Mìn lõm nhỏ có thể sát thương người trên xe cũng cỡ đó. Mìn chống tăng thường đè nổ đứt xích, mìn lớn lật đổ xe, có những mìn hiện đại bắn ra đầu nổ lõm đập vào giáp khoan thủng xe.
- Mìn đặc biệt làm việc riêng, như những mìn chỉ bắn lên trời pháo sáng có màu riêng. Người ta cài những mìn này bố trí màu theo vị trí, địch gây nổ và bắn lên chùm pháo sáng, căn cứ vào chùm đó nhanh chóng xác định vị trí địch hay tren không.

## Kích nổ mìn
Những loại mìn vũ khí thực tế kích nổ bằng những động tác của nạn nhân. Các mìn cơ khí thường có máy kích nổ, kim hỏa đập vào hạt nổ. Còn mìn lớn máy móc phức tạp điểm hỏa điện. Thủy lôi có loại ngòi đập nổ, cần đập phá bình chứa dung dịch điện phân, sinh điện, để thường rất bền.
- Đè nổ: do trọng lượng cơ thể của nạn nhân gây ra. Mìn chống tăng cần làm lực đè nổ hàng trăm kg, người dẫm lên không nổ, đỡ tốn kém vì nổ vô ích.
- Vướng nổ: phát nổ sau khi dây kéo bị giãn mạnh, thường quả mìn có nhiều dây rất nhỏ chăng như mạng nhện, người đi qua vướng phải.
- Tháo nổ, lựu đạn có ngòi nổ tức thì được dùng, ví dụ đặt dưới quả mìn đè nổ, khi nhấc quả mìn trên đi thì lựu đạn nổ.
- Gạt nổ: được sử dụng ở mìn chống tăng để tác động tới chiều rộng của xe. Từ này xuất hiện từ mìn gạt Củ Chi.
- Cảm biến từ trường: ảnh hưởng bởi sự biến đổi từ trường xung quanh; ví dụ do kim loại của xe cộ hoặc do máy dò mìn.
- Cảm biến chấn động: do rung động xung quanh được truyền trong đất. Hệ thống VP-13 của Nga là một ví dụ, với hệ thống cảm ứng rung động có thể cảm nhận được bước đi cách xa 15 mét và ra lệnh nổ cùng lúc tới 5 quả mìn. Những quả mìn đó không gần nơi gây động mà có thể cách xa. Hệ thống này được vận hành bằng pin điện và có thể tự hủy sau khi gây nổ bằng lượng thuốc nổ nhỏ được gắn kèm theo.

Một số nguyên tắc kích nổ khác.
- Hẹn giờ: sẽ làm mìn nổ sau một khoảng thời gian nào đó. Ngòi hẹn giờ được sử dụng với nhiều mục đích: Khu vực cài mìn sẽ không thể dọn trong một thời gian; ngòi hẹn giờ sẽ như hệ thống tự hủy, như vậy khu vực cài mìn không cần phải mất công dọn sau này. Ngoài ra những loại mìn với ngòi nổ khác có thể còn được cài thêm ngoài hẹn giờ.
- Làm chậm. Những loại mìn chiến tranh có thể có làm chậm, ví dụ mìn đè nổ có một chốt chì, sau khi cài 5 phút chốt chì mới bị lò xo kéo đứt, trong thời gian đó dẫm lên không nguy hiểm.
- Kích nổ điện, người dùng mìn phục ở đâu đó điểm hỏa điện.
- Đốt nổ bằng dây cháy chậm.

## Rải mìn
Thông thường, người ta cài mìn bằng tay. Chiến thuật cài mìn yêu cầu kết hợp nhiều loại mìn. Loại mìn chủ yếu chống mục tiêu theo yêu cầu và các loại mìn khác chống gỡ nó.
Ví dụ bên dưới một quả mìn chống tăng đặt một quả lựu đạn gài. Ví dụ nữa là đặt một số mìn nhỏ đè nổ quanh một quả mìn sát thương vướng nổ lớn, địch dễ dẫm lên khi phát hiện ra quả mìn lớn và nỗ lực gỡ.
Mìn lá, mìn bướm được máy bay Mỹ rải rất nhanh trên diện tích rộng ở Trường Sơn, ta chỉ có thể nhặt khắc phục trên tuyến đường, còn trong rừng thì không xuể, con số lên đến nhiều chục triệu hoặc trăm triệu mìn lá, mìn bướm đã rải.
BM-30 Smerch tầm bắn 70 km của Nga điều khiển điện tử chính xác rải mìn diện rộng nhanh chóng, ngay lập tức chặn một con đường. Số mìn này tự hủy sau đó tùy yêu cầu.
Thủy lôi trong Chiến tranh Việt Nam được máy bay thả xuống bờ biển, hoạt động và dừng lại theo tín hiệu hạ âm phát từ tàu ngầm trong Vịnh Bắc Bộ.

#### Qua cách đặt/cài mìn
- Mìn chôn
- Mìn lộ thiên: được đặt trên mặt đất, được che sơ hoặc ngụy trang. Phần lớn loại mìn này thường được rải từ trên cao xuống.
- Mìn phóng: có thể bằng tên lửa, pháo, trực thăng hoặc xe đặc biệt để cài. Loại mìn này sẽ tự động chỉnh đúng hướng thuận lợi sau khi chạm xuống đất. Loại ngòi của nhóm này thuộc mìn chống tăng, do ngòi bẻ, ngòi từ trường hoặc ngòi rung động, như thế khi bị đè lên sẽ gây hại đến cả chiều rộng của xe.
- Mìn rải bằng máy bay: vỏ nhựa, được quân đội Liên Xô cũ rải xuống Afghanistan bằng máy bay. Những quả mìn đó sẽ nổ khi người ta cầm lên tay. Một số đầu đạn nổ đó bề ngoài trông giống đồ chơi trẻ con.

#### Qua vẻ bề ngoài, qua vật liệu...
- Mìn đĩa - hiện vẫn được sử dụng, thường dùng chống tăng.
- Mìn chốt
- Mìn dẵm - Anti-Personenminen bzw. Schützenminen, kleine Minen gegen Menschen
- Mìn nhựa - ngoài ngòi bằng kim loại thì tất cả đều là nhựa, do vậy việc tìm kiếm bằng mắy dò tìm sẽ khó khăn (chỉ có thể tìm ở độ sau khoảng 12 cm).
- Mìn bươm bướm - một loại tìm dẫm của Nga được rải từ trên không. Trẻ em hay nhầm tưởng nó là đồ chơi.
- Submunition - neben Minen als Submunition insbesondere hohe Blindgängeranzahl bei Streubomben.
- Mìn bẫy - bẫy nổ được giấu vào những đồ dùng thông thường hoặc vào nhà cửa. versteckte Sprengfalle, in Alltagsgegenständen oder Häusern versteckt.
- Claymore - Loại mìn mảnh của quân đội Mỹ.
- Mìn đá - loại cũ của Claymore, bên trong có chứa đá cứng, khi nổ sẽ bắn ra.

#### Qua kết quả phá hủy
- M-Kill hay mobility kill': chống những bộ phận chuyển động như (trục xe, bánh, xích, chân, đùi). Hệ thống vũ khí thông thường không bị hủy hoại.
- K-Kill hay catastrophic kill: để phá hủy hệ thống vũ khí hoặc ê-kíp lái (tổ lái).

#### Mìn sông
Mìn sông, hay còn được gọi mìn bờ: không thấm nước, có thể thả neo thường có dạng thủy động lực tốt và được gài ở những khu vực sông hồ cạn, đặc biệt ở bờ biển với mục đích chống đổ bộ bằng thuyền phi cơ hoặc tàu. Loại mìn này được Liên Xô phát triển mạnh.
Ngòi của loại mìn này phần lớn là cảm ứng từ trường, điện trường và âm thanh.

#### Thủy lôi
Thủy lôi là mìn dùng để chống thuyền và tàu ngầm. Mìn được đặt ở ngoài khơi.